# Tegostoma flavida
Tegostoma flavida là một loài bướm đêm trong họ Crambidae.